# نصب حرب كوريا التذكاري
نصب حرب كوريا التذكاري (بالكورية: 전쟁기념관) هو نصب يقع في يونغسان دونغ، بمنطقة يونغسان في سول في كوريا الجنوبية. افتتح النصب في عام 1994 على الموقع السابق لمقر قيادة الجيش بهدف عرض وتكريم التاريخ العسكري لكوريا. وقد تم بناؤه بغرض منع الحرب باستخلاص الدروس من الحرب الكورية وإبقاء الأمل في إعادة التوحيد السلمي لكوريا الشمالية والجنوبية. ويحتوي المبنى التذكاري على ست صالات عرض داخلية ومركز معارض خارجي يعرض تذكارات الحرب والمعدات العسكرية.

## تاريخ
تم بناء النصب التذكاري للحرب الكوريا لإحياء ذكرى الجنود وضحايا الحروب التي أدت إلى قيام الدولة القومية الحديثة. كما يهدف المتحف إلى تعليم الأجيال القادمة من خلال جمع وحفظ وعرض مختلف الآثار التاريخية والسجلات المتعلقة بالحروب العديدة التي خاضها البلد من منظور كوريا الجنوبية.
اكتمل بناء النصب التذكاري للحرب في كوريا في ديسمبر 1993. وقد تم تنفيذ المشروع بالتشاور مع خبراء عسكريين وجمع مجموعة واسعة من المنتجات سواء في الداخل والخارج بهدف عرضها. عند الانتهاء من التصميم الداخلي، افتتح النصب التذكاري رسميا في 10 يونيو 1994.

## الأماكن المحيطة
يقع النصب التذكاري للحرب في كوريا في الموقع القديم لمقر قيادة الجيش، ويحتوي على أربعة طوابق فوق الأرض وطابقين تحت الأرض في المبنى الرئيسي، الذي تبلغ مساحته حوالي 20000 متر مربع (220,000 قدم مربع). على الأرض حول النصب التذكاري، هناك مكبرات الصوت التي تبث رسائل وطنية.
في صالات العرض اليسرى واليمنى المغلقة، التي تحيط بواجهة المبنى الرئيسي، توجد صفوف من الآثار الرخامية السوداء مكتوبة بأسماء أولئك الذين ماتوا خلال الحرب الكورية، وحرب فيتنام، والصدامات مع كوريا الشمالية منذ الحرب الكورية ورجال الشرطة الذين ماتوا في الخدمة. تحتوي الساحة في مجمع المتاحف على شلال اصطناعي، ومن حولها مناطق راحة واسعة الانتشار بحيث يمكن للزوار التنزه أثناء الاستمتاع بالمناظر الطبيعية اللطيفة. في وسط الساحة يقف تمثال الأخوان، وكبير الجندي الكوري الجنوبي وأصغر جنديًا كوريًا شماليًا، والذي يرمز إلى حالة التقسيم الكوري.

## المحتويات
يتم عرض 13000 عنصر في ست قاعات تحت موضوعات مختلفة: القاعة التذكارية، تاريخ الحرب، الحرب الكورية، قوات الاستطلاع، القوات المسلحة لجمهورية كوريا، والمعدات الكبيرة، بالإضافة إلى منطقة المعارض الخارجية. هناك أسلحة ومعدات من عصور ما قبل التاريخ إلى العصر الحديث بالإضافة إلى لوحات من ساحات المعارك ومنحوتات المحاربين البارزين و An Jung-geun ، الذين اغتالوا الجنرال المقيم السابق في منشوريا في عام 1909. يتم عرض حوالي 100 سلاح كبير في خارج منطقة المعرض على المروج حول المبنى.

## معرض الصور

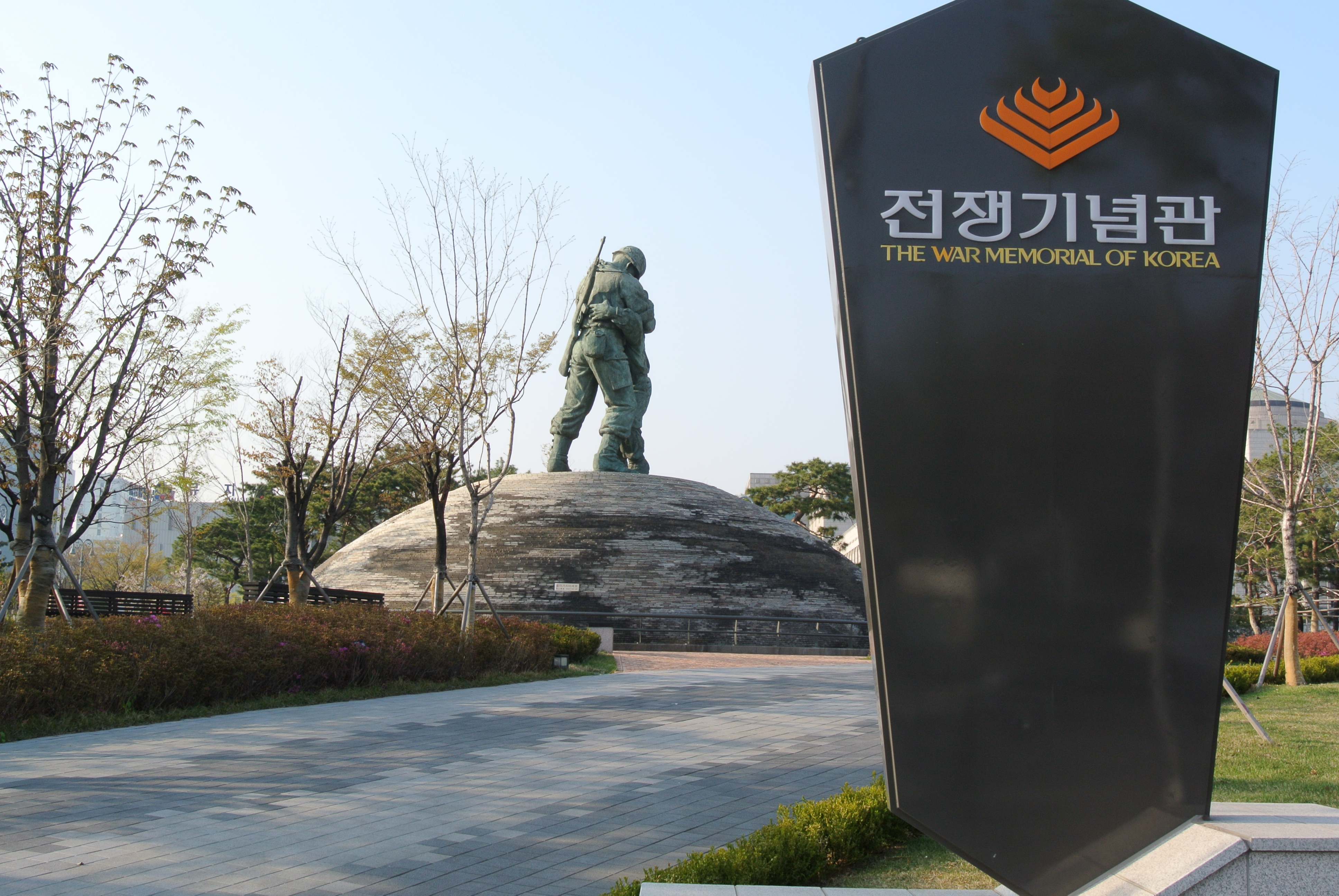
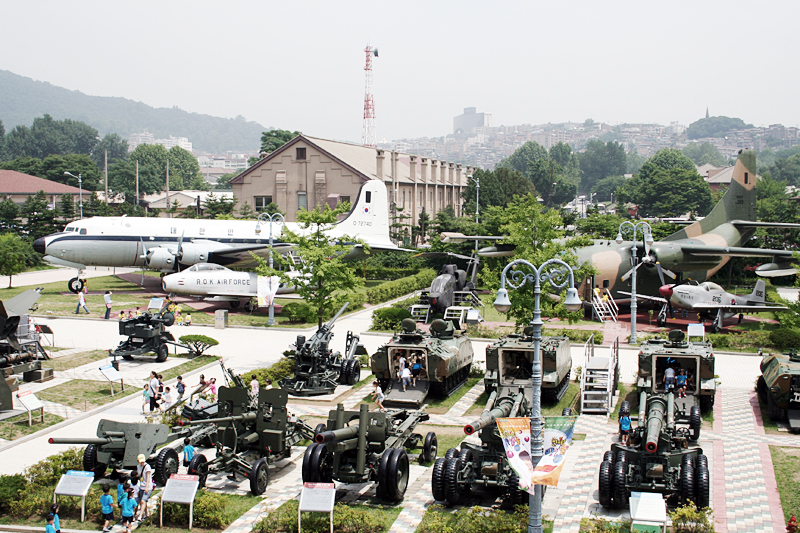